# Вулиця Віри, Надії, Любові (Львів)
Ву́лиця Ві́ри, Наді́ї, Любо́ві — невеличка вулиця в Шевченківському районі міста Львова, у місцевості Збоїща. Сполучає вулиці Пилипа Орлика та Івана Миколайчука.

## Історія
29 червня 2017 року, на пленарному засіданні депутатів Львівської міської ради було прийнято рішення «Про присвоєння безіменній вулиці назву Віри, Надії, Любові». Безіменному проїзду в Шевченківському районі, що сполучає вулиці Пилипа Орлика та Миколайчука, присвоїли назву Віри, Надії, Любові. Назву новій львівській вулиці дав храм святих мучениць Віри, Надії, Любові та їх матері Софії, що будується при цій вулиці. Найближчим часом планується облаштування території храмового комплексу при церкві Святих мучениць Віри, Надії, Любові та їх матері Софії, а також формування території скверу, між вулицями Миколайчука, Пилипа Орлика та територією храму.

## Забудова
На вулиці Віри, Надії, Любові будь-яка житлова забудова відсутня, а є лише комплекс будівель автогаражного кооперативу «Ветеран» та поряд з ними споруджений Храм святих мучениць Віри, Надії, Любові та їх матері Софії.
№ 10. Храм святих мучениць Віри, Надії, Любові та їх матері Софії (УГКЦ). Історія парафії бере свій початок ще від 1998 року. Ідею спорудження храму на Збоїщах довго виношував о. Роман Іванців і саме він почав готувати план цього храму, який згодом передав о. Андрію Мацьківу. На загальному зібранні парафіян було вирішено розпочати будову храму та назвати його на честь Святих мучениць Софії та її дочок Віри, Надії, Любові. 
2001 року поблизу комплексу будівель гаражного кооперативу «Ветеран», що знаходиться між вулицями Миколайчука та Пилипа Орлика було встановлено дерев'яний хрест, а за рік, у 2002 році, на цьому місці розпочалось будівництво каплички. 30 вересня 2004 року Владика Ігор Возьняк на храмовий празник посвятив капличку. 
Наступним настоятелем після о. Андрія Мацьківа став о. Андрій Кошлань, а його сотрудником — о. Юрій Сенчук. Вони, разом із громадою парафії доклали чимало зусиль для того, щоб розбудувати її. Зокрема було збудовано приміщення катехитичної школи, що дало змогу проводити різного роду катехизації, молитовні зустрічі та духовні співбесіди для різних поколінь парафіян. Згідно декрету Архієпископа Ігоря Возьняка у 2011 році настоятелем храму було призначено о. Андрія Корчагіна. Тепер у храмі регулярно відбуваються богослужіння, зокрема у неділю відправляється чотири Служби Божі. У катехитичній школі імені святої Софії регулярно відбуваються різного роду катехитичні та духовні зустрічі. Директором катехитичної школи є о. Роман Янчук.
Святиню збудували за 6 років, і вона унікальна тим, що всі вікна є у вітражах, які можуть стати частиною золотого фонду Львова. 4 жовтня 2020 року чин освячення храму здійснив Архієпископ і Митрополит Львівський УГКЦ Ігор Возьняк.